# Heinrich Wilhelm Danzmann
Heinrich Wilhelm Danzmann, vollständig Heinrich Wilhelm Benedikt Danzmann, auch Dantzmann (* 5. September 1759 in Kiel; † 1843 in Lübeck) war ein deutscher Mediziner, Stadtphysicus in Lübeck und erster Badearzt in Travemünde.

## Leben
Dan(t)zmann war ein Sohn des Juristen Johann Balthasar Dantzmann. Er wuchs bei seinem Onkel, dem Wege-Commissär Johann Christian Schnepel in Boksee auf und besuchte das Katharineum zu Lübeck. Ab 1774 studierte er Medizin an der Universität Kopenhagen. 1778 wurde er Compagniechirurgus und 1779 Oberschiffschirurgus. Als solcher begleitete er fünf Seereisen und kam auch nach Ostindien. Anschließend beendete er seine Studien in Kopenhagen und wurde 1785 an der Universität Kiel mit einer schiffsmedizinischen Dissertation zum Dr. med. promoviert.
1786 folgte er einer Berufung zum Hebammenlehrer in Lübeck. Schon seit seiner Aufnahme in die Johannisloge Louise zur gekrönten Freundschaft in Kiel 1785 Freimaurer, schloss er sich in Lübeck der Loge Zum Füllhorn an. Gemeinsam mit sieben Logenbrüdern war er 1789 einer der 25 Gründer der Gesellschaft zur Beförderung gemeinnütziger Tätigkeit. Von 1791 bis 1792 wirkte er als Erster Stadtphysikus in Riga. Er kehrte nach Lübeck zurück, wo er 1802 zusammen mit Nikolaus Heinrich Brehmer und Christian Heinrich Lembke zu den Gründern der Seebadeanstalt Travemünde zählte. Danzmann wurde der erste Badearzt dieser Einrichtung. Im Jahr 1809 gründete er mit anderen Lübecker Ärzten den Ärztlichen Verein zu Lübeck.
Am 17. April 1813 ernannte ihn der Lübecker Rat als Nachfolger von Theodor Friedrich Trendelenburg zum Stadtphysicus. Dieses Amt übte er bis zu seiner Versetzung in den Ruhestand am 5. Oktober 1831 aus. Sein Nachfolger wurde Johann Christian Jeremias Martini.  1817 war er zusätzlich vorübergehend wieder als Hebammenlehrer tätig, bevor der von ihm vorgeschlagene Matthias Ludwig Leithoff mit dieser Aufgabe betraut wurde.
Das Lübecker Museum Behnhaus verwahrt ein Porträt Danzmanns von Hesse (1830).
Nach ihm wurde die Danzmannstraße in Travemünde benannt.

## Werke
- Heilungsgeschichte eines Verwundeten. 1778.
- Heilungsgeschichte einer Verhärtung der Leber durch die Quecksilbercur. Kopenhagen 1779.
- Beyträge zur Erhaltung des Schifs-Volkes. Kopenhagen 1781.
- Theses Dissertationi Inavgvrali Medicae Morborvm Qvorvndam Epidemicorvm In Itineribvs Maritimis Observatorvm Et Tractatorvm Historias Et Medelas Exhibenti / Praemissae Et Praeside ... Iohanne Christiano Kerstens ... Pvblico Ervditorvm Examini ... Svbmissae A Respondente Et Avctore Henrico Gvilielmo Danzmann Kiloniensi Holsato. P. P. In Academia Kiloniensi D. X. Ivl. MDCCLXXXV. Litteris Mich. Frider. Bartschii Acad. Typogr., Kiel 1785.
- mit Christian Heinrich Lembke: Ueber die Privat-Seebadeanstalt bey Travemünde. Lübeck 1803.

Digitalisat des Exemplars der Bayerischen Staatsbibliothek
- Annalen des Travemünder Seebades 1817. Rohden, Lübeck 1818.